# تتری
تتری (به گرجی: თეთრი) یکای پول خرد کشور گرجستان است که از سال ۱۹۹۵ به گردش درآمده‌است. هر تتری برابر یک صدم لاری است.
نام تتری (معنی: سفید) از اصطلاح توصیف سکه‌های طلایی، نقره‌ای یا مسی شناخته شده در گرجستان باستان و قرون وسطی گرفته شده‌است. در برخی موارد، تتری به‌طور غیررسمی به عنوان «کاپیکی» نامیده می‌شود که برگرفته از ارز کسری روسیه کوپک از دوران شوروی است.

## سکه‌ها
سکه‌های صادرشده به‌صورت ۱، ۲، ۵، ۱۰، ۲۰ و ۵۰ تتری هستند.
| تصویر | تصویر | ارزش    | ویژگی‌های ظاهری                   | ویژگی‌های ظاهری | ویژگی‌های ظاهری     | توضیحات | توضیحات                                                                     | توضیحات | تاریخِ                                          | تاریخِ | تاریخِ | ملاحظات                                  |      |                                          |                                          |
| رو    | پشت   | ارزش    | قُطر × ضخامت                      | وزن            | جنس                | رو | پشت                                                                         | لبه     | نخستین ضرب                                     | صدور  | خروج  | ملاحظات                                  |      |                                          |                                          |
| ----- | ----- | ------- | -------------------------------- | -------------- | ------------------ | --- | --------------------------------------------------------------------------- | ------- | ---------------------------------------------- | ----- | ----- | ---------------------------------------- | ---- | ---------------------------------------- | ---------------------------------------- |
|       |       | ۱ تتری  | ۱۵٫۰ میلی‌متر × ۱٫۲۵ میلی‌متر      | ۱٫۳۸ گرم       | فولاد ضدزنگ        | برجغالی (نمادی گرجی از خورشید همراه با ۷ بالِ چرخان) بر فراز درخت زندگی مسیحی، و تاریخ ضرب سکه «۱۹۹۳» با عبارتی به انگلیسی و گرجی در حاشیهٔ سکه:“საქართველოს რესპუბლიკა” “REPUBLIC OF GEORGIA” | عدد «۱» در بالای سکه همراه با عبارت “თეთრი” (تتری) و شکل گیاه ویره در پایین | صاف     | ۱۹۹۳                                           | ۱۹۹۳  | —     | حاشیهٔ پشت سکه با گیاه مدور تزئین شده‌است. |      |                                          |                                          |
|       |       | ۲ تتری  | ۱۷٫۵ میلی‌متر × ۱٫۲۵ میلی‌متر      | ۱٫۹۰ گرم       | فولاد ضدزنگ        | برجغالی (نمادی گرجی از خورشید همراه با ۷ بالِ چرخان) بر فراز درخت زندگی مسیحی، و تاریخ ضرب سکه «۱۹۹۳» با عبارتی به انگلیسی و گرجی در حاشیهٔ سکه:“საქართველოს რესპუბლიკა” “REPUBLIC OF GEORGIA” | فولاد ضدزنگ                                                                 | صاف     | طاووس                                          | صاف   | ۱۹۹۳  | حاشیهٔ پشت سکه با گیاه مدور تزئین شده‌است. | ۱۹۹۳ | —                                        | حاشیهٔ پشت سکه با گیاه مدور تزئین شده‌است. |
|       |       | ۵ تتری  | ۲۰٫۰ میلی‌متر × ۱٫۳۲ میلی‌متر      | ۲٫۵۰ گرم       | فولاد ضدزنگ        | برجغالی (نمادی گرجی از خورشید همراه با ۷ بالِ چرخان) بر فراز درخت زندگی مسیحی، و تاریخ ضرب سکه «۱۹۹۳» با عبارتی به انگلیسی و گرجی در حاشیهٔ سکه:“საქართველოს რესპუბლიკა” “REPUBLIC OF GEORGIA” | فولاد ضدزنگ                                                                 | صاف     | شیر                                            | صاف   | ۱۹۹۳  | حاشیهٔ پشت سکه با گیاه مدور تزئین شده‌است. | ۱۹۹۳ | —                                        | حاشیهٔ پشت سکه با گیاه مدور تزئین شده‌است. |
|       |       | ۱۰ تتری | ۲۲٫۰ میلی‌متر × ۱٫۲۷ میلی‌متر      | ۳٫۰۰ گرم       | فولاد ضدزنگ        | برجغالی (نمادی گرجی از خورشید همراه با ۷ بالِ چرخان) بر فراز درخت زندگی مسیحی، و تاریخ ضرب سکه «۱۹۹۳» با عبارتی به انگلیسی و گرجی در حاشیهٔ سکه:“საქართველოს რესპუბლიკა” “REPUBLIC OF GEORGIA” | فولاد ضدزنگ                                                                 | صاف     | سنت مامایی سوار بر شیر. برگرفته از صومعه گلاتی | صاف   | ۱۹۹۳  | حاشیهٔ پشت سکه با گیاه مدور تزئین شده‌است. | ۱۹۹۳ | —                                        | حاشیهٔ پشت سکه با گیاه مدور تزئین شده‌است. |
|       |       | ۲۰ تتری | ۲۵٫۰ میلی‌متر × ۱٫۶۲ میلی‌متر      | ۵٫۰۰ گرم       | فولاد ضدزنگ        | برجغالی (نمادی گرجی از خورشید همراه با ۷ بالِ چرخان) بر فراز درخت زندگی مسیحی، و تاریخ ضرب سکه «۱۹۹۳» با عبارتی به انگلیسی و گرجی در حاشیهٔ سکه:“საქართველოს რესპუბლიკა” “REPUBLIC OF GEORGIA” | فولاد ضدزنگ                                                                 | صاف     | گوزن                                           | صاف   | ۱۹۹۳  | حاشیهٔ پشت سکه با گیاه مدور تزئین شده‌است. | ۱۹۹۳ | —                                        | حاشیهٔ پشت سکه با گیاه مدور تزئین شده‌است. |
|       |       | ۵۰ تتری | ۱۹٫۰ میلی‌متر × ۱٫۴۰ میلی‌متر      | ۲٫۵۰ گرم       | فولاد با روکش برنج | برجغالی (نمادی گرجی از خورشید همراه با ۷ بالِ چرخان) بر فراز درخت زندگی مسیحی، و تاریخ ضرب سکه «۱۹۹۳» با عبارتی به انگلیسی و گرجی در حاشیهٔ سکه:“საქართველოს რესპუბლიკა” “REPUBLIC OF GEORGIA” | شیردال                                                                      | صاف     | صاف                                            | ۱۹۹۳  | ۱۹۹۳  | حاشیهٔ پشت سکه با گیاه مدور تزئین شده‌است. | —    | حاشیهٔ پشت سکه با گیاه مدور تزئین شده‌است. |                                          |
|       |       | ۵۰ تتری | ۲۴٫۰ میلی‌متر × unknown thickness | ۶٫۵۰ گرم       | نیکل               | نشان ملی گرجستان | عدد ۵۰                                                                      | صاف     | ۲۰۰۶                                           | ۲۰۰۶  | —     | حاشیهٔ پشت سکه با نقاطی تزئین شده‌است.     |      |                                          |                                          |